# راؤول مارادونا
راؤول ألفريدو مارادونا فرانكو (Raúl Alfredo Maradona Franco؛ 29 نوفمبر 1966) المعروف بـ لالو مارادونا. هو لاعب كرة قدم سابق، كان يلعب في مركز الهجوم. وهو شقيق اللاعب الشهير دييغو مارادونا.

## وصلات خارجية
- راؤول مارادونا على موقع قاعدة بيانات كرة القدم.إي يو (الإنجليزية)
- راؤول مارادونا على موقع عالم كرة القدم.نت (الإنجليزية)